# Franz Ehrle
Franz Ehrle (Isny, 17 ottobre 1845 – Roma, 31 marzo 1934) è stato un cardinale, archivista e bibliotecario tedesco, gesuita.

## Biografia
Franz Ehrle nacque il 17 ottobre 1845 ad Isny, in Germania.
Papa Pio XI lo elevò al rango di cardinale nel concistoro dell'11 dicembre 1922.
Morì il 31 marzo 1934 all'età di 88 anni.

## Opere (selezione)
- Bibliotheca theologiae et philosophiae scholasticae selecta atque composita a Francisco Ehrle,  5 voll., Parisiis, sumptibus et typis P. Lethielleux, 1885-1886
- Historia bibliothecae romanorum pontificum tum Bonifatianae tum Avenionensis enarrata et antiquis earum indicibus aliisque documentis, Tomus 1, Romae, typis Vaticanis, 1890 (Gallica)
- Der Sentenzenkommentar Peters von Candia, 1925
- Dalle carte e dai disegni di Virgilio Spada, Roma, Tipografia Poliglotta Vaticana, 1927
- Der vatikanische Palast in seiner Entwicklung bis zur Mitte des 15. Jahrhunderts vol. I (in collaborazione con H. Egger), Città del Vaticano, 1935
- in collaborazione con Heinrich Denifle, Archiv für Literatur- und Kirchengeschichte des Mittelalters, 7 voll., 1885 – 1900.